# Квант-Радіолокація
Науково-дослідний інститут радіолокаційних систем «Квант-Радіолокація» — науково-виробниче підприємство оборонно-промислового комплексу України, яке займається розробкою та виготовленням багатофункціональних радіолокаційних корабельних комплексів, систем цілевказання для ракетної зброї, комплексів оптико-електронної протидії високоточній зброї, систем керування вогнем, наземних та морських станцій приймання інформації від космічних об'єктів, спеціальних електротехнічних приладів й стабілізаторів для бронетехніки.
Входить до переліку підприємств, які мають стратегічне значення для економіки й безпеки України.

## Історія
Науково-дослідний інститут радіолокаційних систем «Квант-Радіолокація» було утворено як наслідок реорганізації київського ДП НДІ «Квант».
У серпні 1997 року НДІ «Квант-Радіолокація» було включено до переліку підприємств, які мають стратегічне значення для економіки та безпеки України.
У квітні 1998 року відповідно до постанови Кабінету міністрів України НДІ було передано в підпорядкування міністерства промислової політики України.
12 липня 1999 року НДІ було надано статус спецекспортера
На початок 2000-х років НДІ розробив повний комплект робочої конструкторської документації на нову корабельну трикоординатну радіолокаційну станцію з фазованими антенними ґратками «Позитив-МЕ1». РЛС була спроектована на замовлення російського ВАТ "Калузький приладобудівний завод «Тайфун», на якому було освоєно її виробництво на експорт.
В 2006 році НДІ «Квант-Радіолокація» завершив випробування автоматизованої твердотільної двокоординатної радіолокаційної станції «Дельта-М» кругового огляду з дальністю виявлення 100 км. В 2007 році партія РЛС цього типу була виготовлена й поставлена на експорт (в 2011 році «Дельта-М» була прийнята на озброєння України, але до 2015 року на кораблі ВМС України не встановлювалися).
Станом на початок 2008 року, основною продукцією НДІ були: корабельні трикоординатні радіолокаційні станції виявлення й супроводу повітряних і надводних цілей «Позитив-МЕ1», «Позитив-МЕ1.2», «Позитив-У»; корабельний багатофункціональний радіолокаційний комплекс цілевказання «Морена» (типу «Мінерал-Е»); система керування вогнем «Тандем».
Після створення в грудні 2010 року державного концерну «Укроборонпром», НДІ було включено до його складу.
У лютому 2014 року на виставці озброєння «DEFEXPO India-2014», яка проходила в Індії, НДІ «Квант-Радіолокація» вперше представив двокоординатну твердотільну радіолокаційну станцію кругового огляду «Дельта».
24—27 вересня 2014 року на виставці озброєння «Зброя та безпека-2014», яка проходила в Києві, НДІ «Квант-Радіолокація» представив комплекс «Тріада» (оптико-електронна система керування вогнем для бронетранспортерів і бойових машин піхоти) й двокоординатну твердотільну радіолокаційну станцію кругового огляду «Роса», призначену для спостереження за наземною, повітряною й надводною обстановкою.